# Anatolij Volkov
Anatolij Volkov (ryska: Анатолий Волков), född den 19 februari 1961 i Stalingrad i Ryska SFSR i Sovjetunionen (nu Volgograd i Ryssland), är en rysk före detta kanotist som tävlade för Sovjetunionen.
Han tog bland annat VM-silver i C-1 500 meter i samband med sprintvärldsmästerskapen i kanotsport 1985 i Mechelen.